# El cazador
El cazador je argentinský hraný film z roku 2020, který režíroval Marco Berger podle vlastního scénáře. Snímek měl světovou premiéru na Mezinárodním filmovém festivalu v Rotterdamu 23. ledna 2020. V ČR byl uveden v roce 2020 na filmovém festivalu Mezipatra pod názvem Lovec.

## Děj
15letý Ezequiel zůstal doma na měsíc sám poté, co jeho rodiče a mladší sestra odjeli do Evropy. Jednoho dne potká ve skateparku o něco staršího Mona, se kterým naváže intimní vztah. Mono mu nabídne, aby s ním strávil víkend v domě jeho bratrance China. Po návratu se Mono odmlčí a Ezequiel zjistí pravý důvod, proč do domu jeli. Ezequiel následně potkává mladšího Juana, který se do něj zamiluje.

## Obsazení
| Juan Pablo Cestaro | Ezequiel |
| Juan Barberini     | Chino    |
| Lautaro Rodríguez  | Mono     |
| Patricio Rodríguez | Juan     |

## Ocenění
- Festival Internacional de Cine en Guadalajara – nominace na nejlepší hraný film (Marco Berger)
- Mezinárodní filmový festival v Rotterdamu – nominace na cenu Big Screen Award (Marco Berger)